# Villard-Reymond
Villard-Reymond ist eine französische Gemeinde mit 43 Einwohnern (Stand: 1. Januar 2022) im Département Isère in der Region Auvergne-Rhône-Alpes (vor 2016 Rhône-Alpes). Sie gehört zum Arrondissement Grenoble und zum Kanton Oisans-Romanche. Die Bewohner werden Petarons genannt.

## Geographie
Die Gemeinde Villard-Reymond liegt im Nordwesten des alpinen Oisans-Massives, etwa 26 Kilometer südöstlich von Grenoble. Der Süden der ca. elf Quadratkilometer großen Gemeinde Villard-Reymond liegt größtenteils oberhalb der Baumgrenze. Die höchsten Erhebungen im Gemeindegebiet:
- Grand Renaud 2776 m
- Petit Renaud 2606 m
- Prégentil 1938 m

Umgeben wird Villard-Reymond von den Nachbargemeinden Le Bourg-d’Oisans im Norden und Nordosten, Villard-Notre-Dame im Osten und Südosten, Chantelouve im Süden sowie Ornon im Westen und Nordwesten. Villard-Reymond ist nur aus Richtung Nordosten vom Tal der Romanche aus über eine schmale Serpentinenstraße (D 219) zu erreichen.

## Bevölkerungsentwicklung
| Jahr                       | 1962 | 1968 | 1975 | 1982 | 1990 | 1999 | 2010 | 2021 |
| -------------------------- | ---- | ---- | ---- | ---- | ---- | ---- | ---- | ---- |
| Einwohner                  | 21   | 14   | 7    | 25   | 21   | 31   | 35   | 41   |
| Quellen: Cassini und INSEE |      |      |      |      |      |      |      |      |

## Sehenswürdigkeiten

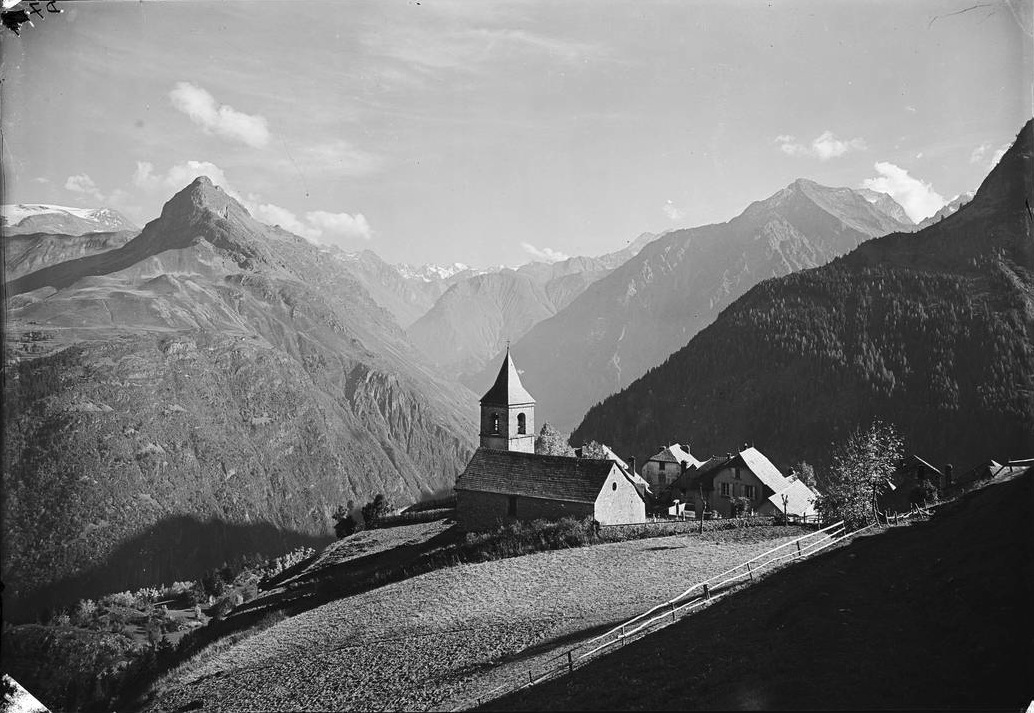
Kirche Saint-Jean-Baptiste Anfang des 20. Jahrhunderts

- Kirche Saint-Jean-Baptiste
- Kapelle Sainte-Philomène